# Каолиново
Каолиново (буг. Каолиново) град је у Републици Бугарској, у североисточном делу земље, седиште истоимене општине Каолиново у оквиру Шуменске области.

## Географија
Положај: Каолиново се налази у североисточном делу Бугарске. Од престонице Софије град је удаљен 400 km источно, а од обласног средишта, Шумена град је удаљен 50 km северно.
Рељеф: Област Каолинова се налази у области побрђа, које се назива Лудогорјем, на приближно 280 метара надморске висине. Град је смештен на валовитом подручју.
Клима: Клима у Каолинову је континентална.
Воде: У близини Каолинова протиче више мањих водотока.

## Историја
Област Каолинова је првобитно било насељено Трачанима, а после њих овом облашћу владају стари Рим и Византија. Јужни Словени ово подручје насељавају у 7. веку. Од 9. века до 1373. године област је била у саставу средњовековне Бугарске.
Крајем 14. века област Каолинова је пала под власт Османлија, који владају облашћу 5 векова.
1878. године град је постао део савремене бугарске државе. Насеље постоје убрзо средиште окупљања за села у околини, са више јавних установа и трговиштем.

## Становништво
По проценама из 2010. године Каолиново је имало око 1.800 становника. Већина градског становништва су Турци, а мањина су етнички Бугари. Остатак су махом Роми. Последњих деценија град губи становништво због удаљености од главних токова развоја у земљи.
Претежан вероисповест месног становништва је ислам, а мањинска православље.